# Archelon
Archelon ischyros (gr. arche – początek, chelona – żółw) –  kopalny gad z podrzędu żółwi skrytoszyjnych, żyjący w późnej kredzie ok. 70 mln lat temu w okresie kampańskim. Największy znany jak dotąd żółw.

## Budowa
Długość archelona szacuje się na 4,5 m, co czyni go największym zidentyfikowanym żółwiem w historii. Miał długą, wąską głowę i spiczasty ogon. Kończyny pływne podobne do krótkich wioseł o szerokim piórze. Ich rozpiętość wynosiła 5,25 m. Dość wąska i wysoko wysklepiona skorupa niepodobna do skorup współcześnie żyjących żółwi z powodu braku stałych kości w jej budowie. Pancerz nie był zbudowany z litych płyt kostnych, niczym u dalekiego krewnego, żółwia skórzastego twardy skórzany pancerz rozciągnięty był na kostnych prętach. Waga archelona wynosiła od ok. 2,2 t nawet do 3,5 t.

## Paleobiologia
Archelon zamieszkiwał wody Północnoamerykańskiego Morza Wewnętrznego. Podobnie jak współczesne żółwie morskie żywił się prawdopodobnie meduzami, kałamarnicami i żebropławami, których parzydełka nie były skuteczne wobec okrytych rogiem szczęk archelona. Sposób rozmnażania prawdopodobnie przebiegał jak u dzisiejszych krewniaków, samice wychodziły na plaże, by tam składać jaja. 

## Odkrycie

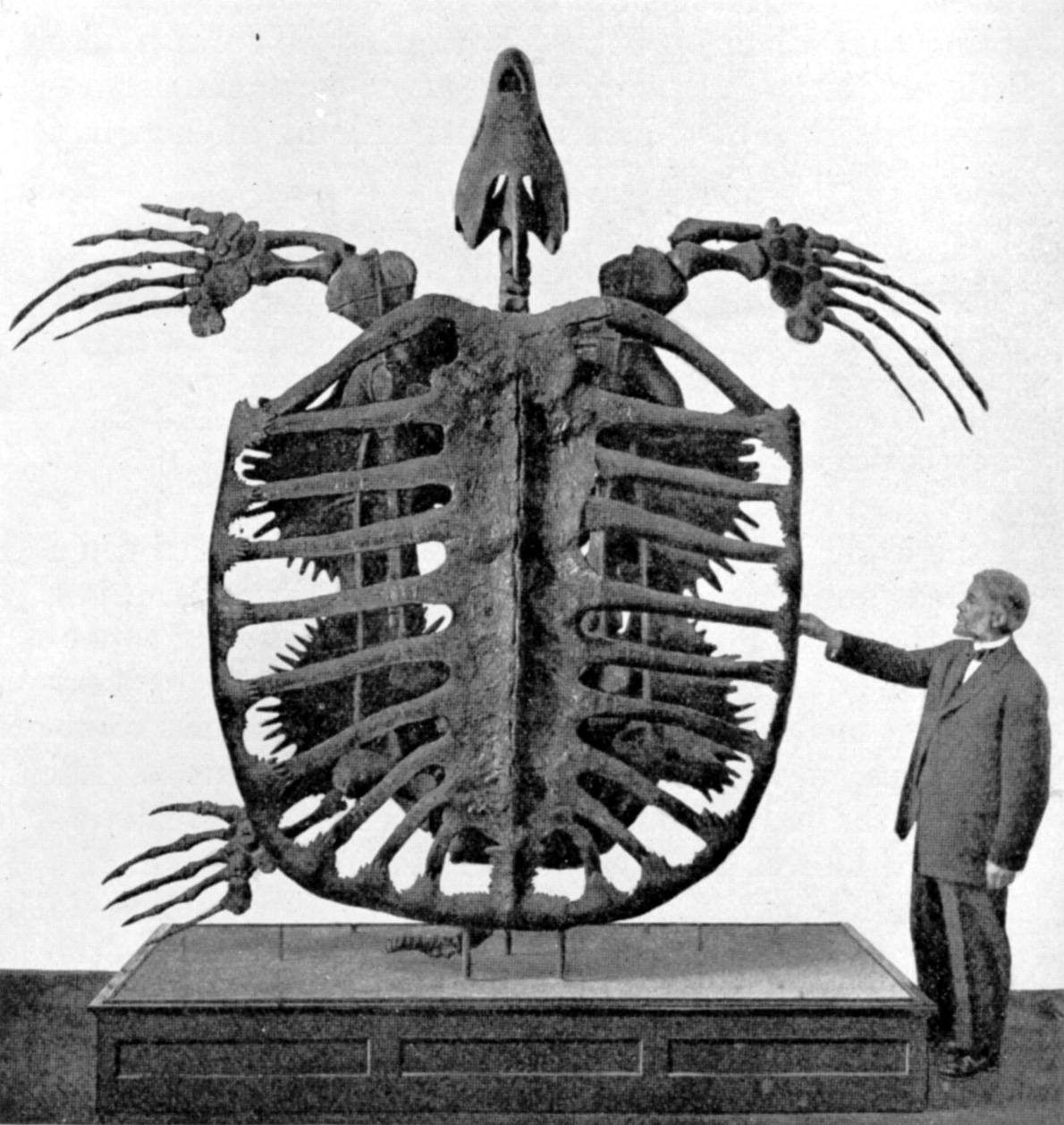
Szkielet archelona wystawiony w Muzeum Historii Naturalnej Uniwersytetu Yale

Pierwszy szkielet archelona odkrył w 1895 r. G.R. Wieland w Dakocie Południowej. Od 1907 r. jest on eksponowany w Muzeum Historii Naturalnej Uniwersytetu Yale.
Najbardziej kompletny szkielet pradawnego żółwia odkryto w połowie lat 70. XX wieku, również w Dakocie Południowej, w Formacji Pierre Shale ok. 72,5 km na południe od Rapid City przy południowym rozwidleniu Cheyenne River, ok. 56 km na wschód od Black Hills. Wiek jakiego dożył szacowany jest na 100 lat. Szczątki na dnie przykrył muł i tak przetrwał on do naszych czasów. Prawdopodobnie osobnik ten zmarł w trakcie snu zimowego. W 1982 r szkielet archelona wystawiony został w Muzeum Historii Naturalnej w Wiedniu.